# Gerd Volker Heene

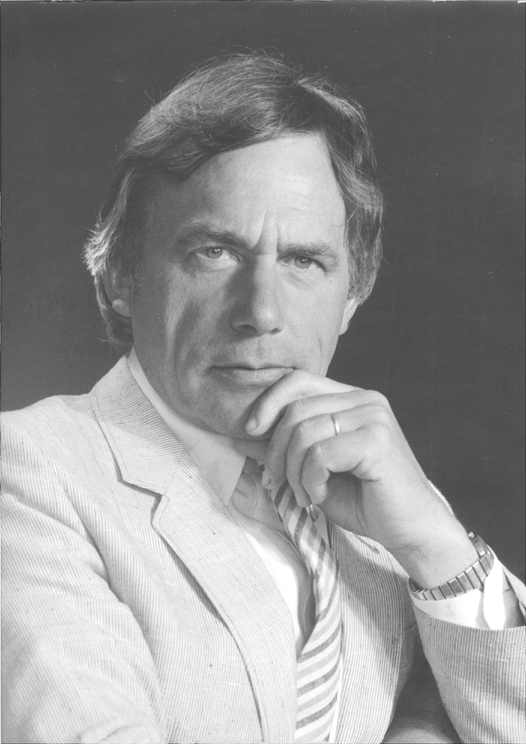
Gerd Volker Heene

Gerd Volker Heene (* 25. Mai 1926 in Homburg; † 13. Oktober 2009 in Ludwigshafen am Rhein) war ein deutscher Architekt und Hochschullehrer.

## Leben
Gerd Volker Heene wuchs in Homburg auf. Gerade 17 Jahre alt, wurde er 1943 zur Kriegsmarine eingezogen und kurz darauf auf einem Kriegsschiff der Klasse Zerstörer in der Ostsee eingesetzt. Nach Versetzung zur Infanterie wurde er im Frühjahr 1945 bei Rothenburg ob der Tauber verwundet und war zum Kriegsende im Lazarett Traunstein. 1945/1946 absolvierte er das Nachkriegsabitur und studierte von 1946 bis 1950 Architektur an der Technischen Hochschule Karlsruhe. Die Diplom-Hauptprüfung legte er als Jahrgangsbester bei Egon Eiermann ab.
Im Anschluss daran machte er sich selbständig, errichtete zunächst Wohnhäuser und fand durch die Planung und den Bau einiger Industrie- und Krankenhausbauten für die Universität des Saarlandes einen ersten Zugang zu diesen nach funktionalen Gesichtspunkten zu entwickelnden Großbauwerken. Im Jahr 1957 ging er mit dem in Ludwigshafen am Rhein ansässigen Industriearchitekten Heinrich Schmitt eine Partnerschaft ein. Ab 1971 führte er das Architekturbüro alleine weiter und gründete im Jahre 1988 eine Niederlassung in München, die mittlerweile von einem seiner Söhne betrieben wird.
Durch eine oft projektbedingte Vielzahl von Auslandsaufenthalten entstanden ganze Bilder-Zyklen von in Bleistift, Tinte oder Aquarellfarben gefertigten Eindrücken, die nicht nur den Flair der schönen weiten Welt, sondern auch den Architekten bzw. Konstrukteur spürbar werden lassen.
Von 1971 bis 1991 war Gerd Volker Heene Professor für Industriebau, Industrialisiertes Bauen und Entwerfen an der Technischen Universität Kaiserslautern. Seine Forschungsschwerpunkte bezogen sich in jener Zeit nicht nur auf den Entwurf von Industrie-, Büro- und Anlagebauten, sondern auch auf die Entwicklung von spezifischen Konstruktionssystemen im Industriebau sowie auf industrialisierte Baumethoden.
Nachdem er das Architekturbüro an seine Nachfolger weitergegeben hatte, widmete er sich einem letzten großen Thema, nämlich der „Baustelle Pantheon“ in Rom. Hierbei gelang es ihm, sowohl durch eine detaillierte und mehrere Jahre in Anspruch genommene Spurensuche als auch durch eine Vielzahl von maßstabsgerechten Konstruktionsskizzen einen Einblick auf die Entstehungsgeschichte und den Bauablauf dieses Meisterwerks des römischen Tempelbaus zu vermitteln. Mit Akribie erbrachte er den Beweis, dass diese grandiose Kuppel in antiker Zeit abschnittsweise hergestellt werden konnte, was vor allem durch ihr räumliches Tragwerksverhalten gewährleistet war.
Heene war verheiratet und hatte eine Tochter und zwei Söhne. Er starb nach kurzer Krankheit im Alter von 83 Jahren in Ludwigshafen am Rhein.

## Bauten (Auswahl)
Gerd Volker Heene galt neben Walter Henn als einer der wichtigsten Vertreter des modernen Industriebaus. Die von ihm geplanten und errichteten Gebäude zeigen trotz der technisch-konstruktiven und funktionalen Komponenten die bei dem Entwurf von hochkomplexen Industrie- und Anlagebauten berücksichtigt werden müssen, ein hohes Maß an Innovation.

### Produktionsanlagen
- 1964–1966: Pharmazeutische Fabrik Knoll AG in Ludwigshafen
- 1966–1984: Magnetbandfabrik der BASF AG in Willstätt
- 1970–1975: Pharmazeutische Fabrik der Dr. K. Thomae GmbH in Biberach
- 1970–1975: Pharmafabrik der Merck-Brasil in Rio de Janeiro
- 1973–1975: Pharmafabrik für Merck Sharp+Dohme in Bad Aibling
- 1974–1976: Pharmafabrik der Asta-Werke in Künsebeck
- 1974–1977: Pharmafabrik E. Scheurich & Robins in Appenweier[7]
- 1975–1976: Pharmafabrik der Boehringer Mannheim in Barcelona
- 1975–1976: Pharmafabrik der Cyanamid GmbH in Wolfrathshausen
- 1976–1977: Pharmafabrik der ICI-Pharma in Plankstadt
- 1976–1978: Pharmafabrik Wülfing + Bauer in Gronau
- 1979–1986: Pharmafabrik der Troponwerke in Köln
- 1980–1981: Produktionsgebäude der Eisai in Misato, Japan
- 1981–1983: Pharmafabrik Specia in St. Genis-Laval, Frankreich
- 1982–1984: Pharmafabrik Weimer in Rastatt
- 1985: Pharmaproduktion Feststoffe der Merck KGaA in Darmstadt
- 1986: Logistikgebäude und Hochregallager der CYANAMID Forschung GmbH in Wolfratshausen
- 1989: Pharmafabrik Köhler Chemie in Alsbach
- 1992: Pharmafabrik der Roemmers S.A.I.C.F. in Buenos Aires
- 1994–1996: Pharmaproduktion und Logistikzentrum der Fresenius AG in Friedberg
- 1995: Pharma-Wirkstoffbetrieb der Boehringer Ingelheim Pharma KG in Ingelheim[8]

### Gebäude für Forschung und Entwicklung
- 1969–1971: Institut für Biophysik der Universität des Saarlandes in Homburg[9]
- 1974–1977: Neubau für den Technischen Überwachungs-Verein Baden e.V. (TÜV) in Mannheim[10]
- 1982–1983: Forschungsgebäude für Biochemie der Firma Dr. Thomae in Biberach
- 1983–1984: Mess- und Prüfzentrum der Firma Carl Freudenberg in Weinheim
- 1984–1985: Forschungszentrum der Boehringer Mannheim GmbH in Penzberg[11]
- 1986–1989: Forschungszentrum der Schott Glaswerke in Mainz-Marienborn[12]
- 1987–1988: Forschungszentrum für die Shell Forschung GmbH in Schwabenheim[13]
- 1987–1991: Forschungsgebäude für Qualitätskontrolle der Knoll AG in Ludwigshafen

### Büro- und Verwaltungsgebäude
- 1973–1974: Verwaltungsgebäude für die Kassenärztliche Vereinigung in Neustadt (Weinstraße)
- 1973: Büroneubau der GAG in Ludwigshafen
- 1975: Ausbildungszentrum der BASF AG in Ludwigshafen
- 1975–1977: Bildungs- und Rechenzentrum der Allgemeinen Ortskrankenkasse Eisenberg (Pfalz)[14]
- 1980–1982: Verwaltungszentrum der Firma Merck in Darmstadt
- 1982–1984: Ausbildungszentrum der Berufsgenossenschaft Chemie in Maikammer[15]
- 1987: Bürogebäude der Ciba-Geigy in Lampertheim
- 1988: Ausbildungszentrum der Rheinischen Olefinwerke in Wesseling
- 1991: Verwaltungszentrum mit Kantine der Boehringer Mannheim Italia S.P.A. in Mailand
- 1994–1996: Modernisierung der Verwaltungsgebäude der Industrie- und Handelskammer Pfalz in Ludwigshafen

### Krankenhausbauten
- 1962: Erweiterung Physiologisches Institut im Uni-Klinikum des Saarlandes in Homburg
- 1962–1963: Institut für Medizinische Biologie und Biophysik im Uni-Klinikum des Saarlandes in Homburg
- 1965–1969: Medizinische Klinik im Uni-Klinikum des Saarlandes in Homburg
- 1975: Medizinische Poliklinik im Uni-Klinikum des Saarlandes in Homburg

### Wohnhäuser
- 1962–1966: Apartmenthäuser an der Froschlache in Ludwigshafen (mit Heinrich Schmitt)[16] ⊙
- 1969–1970: Wohnhaus in Split-Level-Bauweise in Oggersheim[17] ⊙
- vor 1975: Wohnhaus in Battenberg (Pfalz)[17][18] ⊙

## Schriften

### Planen und Bauen
- (mit Francoise Choay und Lilo Heene): Le Corbusier. (= Große Meister der Architektur, Band 2.) Ravensburg 1960.
- Bauten der Industrie. (Band 1: Planung, Entwurf, Konstruktion / Band 2: Ein internationaler Querschnitt) Callwey, München 1955.
- (mit Rolf Berner und Michael Werling): Anlagebauten. Kaiserslautern 1982.
- (mit Rolf Berner, Franz Hart und Michael Werling): Flachdach. Architektur, Konstruktion. Gütersloh 1983, ISBN 3-570-01306-5.
- Grundlagen des industrialisierten Bauens. Kaiserslautern 1984.
- Flachdach. Technik, Abdichtung, Detail. Gütersloh 1986, ISBN 3-570-02033-9.
- (mit Jörg Brandt, Friedbert Kind-Barkauskas): Fassaden. Konstruktion und Gestaltung mit Betonfertigteilen. Beton-Verlag, Düsseldorf 1988, ISBN 3-7640-0242-5.
- Architektenausbildung Industriebau. Kaiserslautern 1989.
- (mit Helmut C. Schulitz und Peter Kaup): Industriebau vor Ort. (Förderprojekt des Kulturkreises im Bundesverband der Deutschen Industrie e.V. in Zusammenarbeit mit der RWE AG) Köln 1990.
- Konstruktion, Gestaltung, Detail. Studienarbeiten 1989–1991. (= Veröffentlichung des Fachbereichs A/RU/BI der Universität Kaiserslautern, Band 3.) Kaiserslautern 1991.
- „Reflexionen“ über das Räumliche in der Architektur. (Vortrag von Prof. Heene anlässlich seiner Emeritierung am 27. Juni 1991, gehalten an der Universität Kaiserslautern) In: DAB, 4/1992.
- Baustelle Pantheon. Planung, Konstruktion, Logistik. Düsseldorf 2004, ISBN 3-7640-0448-7.

### Künstlerisches Schaffen
- Unterwegs… Aus Skizzenbüchern 1960–1970. Mannheim 1970.
- Häuser… Gedanken beim Zeichnen. Mannheim 1978.
- Toscana. Skizzenbuch 1986–1988. Kaiserslautern 1986.
- Zeichnungen und Aquarelle 1975–1993. Battenberg (Pfalz) 1993.
- Bauernhäuser in den Alpen. Ludwigshafen 1997.

### Buchillustrationen
- Marcel Pagnol: Marcel und Isabelle, München 1961.